# Apalocnemis simulans
Apalocnemis simulans är en tvåvingeart som beskrevs av Collin 1928. Apalocnemis simulans ingår i släktet Apalocnemis och familjen Brachystomatidae. Inga underarter finns listade i Catalogue of Life.